# Curaeus curaeus
Curaeus curaeus é uma esp[ecie de ave da família Icteridae, é a única espécie do Curaeus.